# Molytva
Molytva (in ucraino Молитва?) è un singolo della cantante ucraina Loboda, pubblicato il 3 giugno 2022 su etichetta discografica BEAT Music.

## Video musicale
Il video musicale, uscito in concomitanza con il singolo, è stato diretto da Indy Hait. Le riprese del video si sono svolte a Riga, nella Chiesa di San Pietro, con la partecipazione di 45 musicisti Dell'orchestra di Riga.

## Tracce
Testi e musiche di Ol'ga Żivotkova.
Download digitale
1. Molytva – 4:13